# Agrostophyllum earinoides
Agrostophyllum earinoides är en orkidéart som beskrevs av Rudolf Schlechter. Agrostophyllum earinoides ingår i släktet Agrostophyllum och familjen orkidéer. Inga underarter finns listade i Catalogue of Life.